# Régine Nguini Dang
Pour les articles homonymes, voir Nguini et Dang.
Régine Nguini Dang, née le 11 mars 1971, est une écrivaine camerounaise.

## Biographie
En 2004, Régine Nguini DANG quitte le Cameroun pour se rendre en Italie où elle poursuit des études commerciales. La même année, elle publie son tout premier roman L'Envers du décor, publié en 2004 aux éditions L'Harmattan.
Dans l'ouvrage L'Envers du décor, Régine Dang parle de Sophie Kette, une femme issue d'une famille polygame, où le père est ivrogne et dictateur. Fatiguée de cette vie qui ne la satisfaisait pas, elle nourrit le rêve de voyager pour l'Europe dans le but obtenir une vie meilleure, mais cela devient très vite un cauchemar pour elle.

## Publications
- L'envers du decor, Paris, L'Harmattan, 2004, 162 p. (ISBN 2-7475-6136-4)[3].
- Intuitions, Éd. Bénévent, 2007 (ISBN 978-2-7563-0643-8)[1].